# 데빌맨
데빌맨(デビルマン 데비루만[*])은 나가이 고의 이전 작품인 《마왕 단테》의 컨셉을 적용한 아니메에서 시작한 만화 시리즈이다. 1972년에 도에이 동화에서 39편의 애니메이션 시리즈로 제작되었고 나가이는 애니메이션 방영이 시작되기 거의 한 달 전에 만화의 연재를 시작하였다. 데빌맨 시리즈는 이후 OVA, 만화, 소설, 영화 등의 다양한 파생 작품을 낳았다.
데빌맨 시리즈에 등장하는 캐릭터들은 나가이의 다른 작품에 카메오로 여러 차례 출연하였으며, 가장 유명한 것은 헬 박사와 싸우기 위하여 마징가 Z와 협력하는 데빌맨이 출연한 1973년 작품 《마징가 Z 대 데빌맨》이다.